# Zéro de conduite
Zero de conduta no Brasil, ou Zero em comportamento em Portugal (no original no idioma francês Zéro de conduite) é um filme francês de média-metragem, do gênero comédia dramática, dirigido por Jean Vigo. Sua estréia se deu no dia 7 de abril de 1933. Desde então, esteve proibido na França, até 15 de fevereiro de 1946. Além de ser considerado uma obra prima do cinema da França, Zero de conduta é tido como um dos maiores filmes ficcionais libertários do século XX.

## Sinopse
O filme remete às experiências escolares das crianças francesas baseadas nas memórias de Vigo sobre sua própria infância. Retrata um sistema educativo burocrático e repressivo diante do qual os estudantes empreendem verdadeiros atos de rebelião por vezes surreais, resultado de leituras libertárias da infância. O título faz referência a qualificação (nota) de um dos meninos recebem que lhes impede de sair no domingo. Também mostra a influência da obra de teatro Ubu Roi de Alfred Jarry.

## Influência
Ainda que o filme nào tenha alcançado êxito imediato, ele demonstrou possuir uma influência duradora. François Truffaut rendeu uma homenagem a Zéro de Conduite em seu filme de 1959 Os 400 golpes copiando, praticamente quadro a quadro, a cena em que um grupo de meninos que correm pelas ruas de Paris vão se perdendo um a um para as atrações da cidade. O filme If.... de Lindsay Anderson é em sua totalidade uma reinvenção menos caprichosa de Zéro.

### Filmes anarquistas
- La lengua de las mariposas
- El laberinto del fauno
- Land and Freedom
- V for Vendetta

### Cineastas anarquistas
- Peter Watkins
- Jan Bucquoy